# Kiiara
Kiiara, vlastním jménem Kiara Saulters Neill (* 24. května 1995 Wilmington, Illinois), je americká zpěvačka a skladatelka. V současné době[kdy?] působí pod křídly Atlantic Records. Proslavila se singlem „Gold“ z roku 2015, který se dostal na třinácté místo v žebříčku Billboard Hot 100, a duetem „Heavy“ se skupinou Linkin Park z roku 2017. Její debutové EP Low Kii Savage vyšlo v březnu 2016, první album Lil Kiiwi pak v říjnu 2020.

## Diskografie

### Studiová alba
- Lil Kiiwi (2020)

### EP
- Low Kii Savage (2016)